# Музейный комплекс «Зоя»
Музейный комплекс «Зоя» — музейный комплекс памяти Героя Советского Союза Зои Космодемьянской, посвящённый контрнаступлению советских войск в битве под Москвой, расположенный в деревне Петрищево Рузского муниципального округа Московской области. С 2024 года входит в состав Военно-патриотического музея Московской области.
Экспозиция рассказывает об истории жизни и подвиге Зои и Александра Космодемьянских, о Москве и Подмосковье в предвоенный период и в годы войны, истории контрнаступления, партизанского движения и разведывательно-диверсионной деятельности.
В музейный комплекс, помимо основного здания музея, входит старый музей, закрывшийся после постройки нового; дом Кулик, где Зоя лежала после пыток последнюю ночь перед казнью; памятник на месте, где она была повешена. Все эти участки визуально объединены между собой белой пешеходной дорожкой.
Территории комплекса, которая занимает 6 гектаров, на ней высажены вишнёвые деревья, кустарники.
Единственный музей, посвящённый истории контрнаступления.

## История
Мемориальный музей Зои Космодемьянской работает в селе Петрищево Рузского городского округа с 1956 года. Первоначально музей являлся филиалом Рузского краеведческого музея.

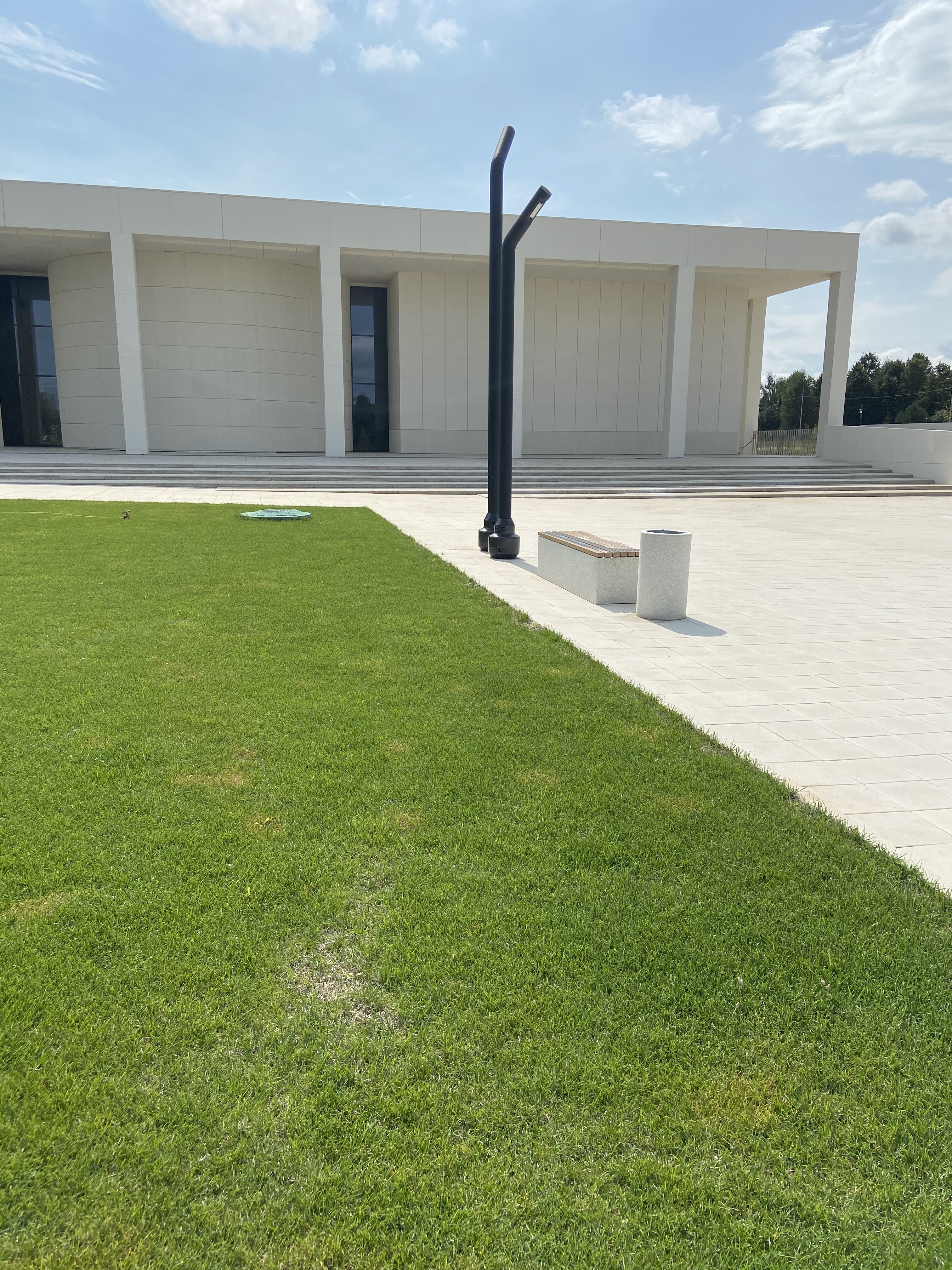

Музей спроектировало бюро А2M Андрея Адамовича и Даны Матковской. 
У нас основная идея была в том, что вход и выход из музея не должны быть частью экспозиции. Внутри, может быть, всё очень жёстко и жестоко, но, когда человек выходит из последнего зала, он должен попасть в чистое, светлое пространство — без символики, без цитат и флагов. — Андрея Адамовича
Проектирование музейного комплекса составило 23,3 миллиона рублей, строительство — в 508,9 миллиона рублей.
Комплекс «Зоя» — региональный, строительство и оснащение проводилось на средства бюджета Московской области.
В мае 2019 года губернатор Подмосковья Андрей Воробьёв и Владимир Мединский, который был на тот момент министром культуры РФ, заложили камень в основание нового здания музейного комплекса «Зоя».
Музейный комплекс открыт онлайн 8 мая 2020 года. На Открытии присутствовали губернатор Московской области Андрей Воробьёв и помощник Президента России Владимир Мединский. На открытии в зале «Учебный класс» урок провела заслуженная артистка России Нонна Гришаева, художественный руководитель подмосковного ТЮЗа.
Музей ведёт большую научно-исследовательскую работу.

## Экспозиция
Музей занимает площадь 2500 квадратных метров.
Одним из авторов музейной концепции выступил продюсер, оператор, режиссёр, актёр Ян Визинберг.

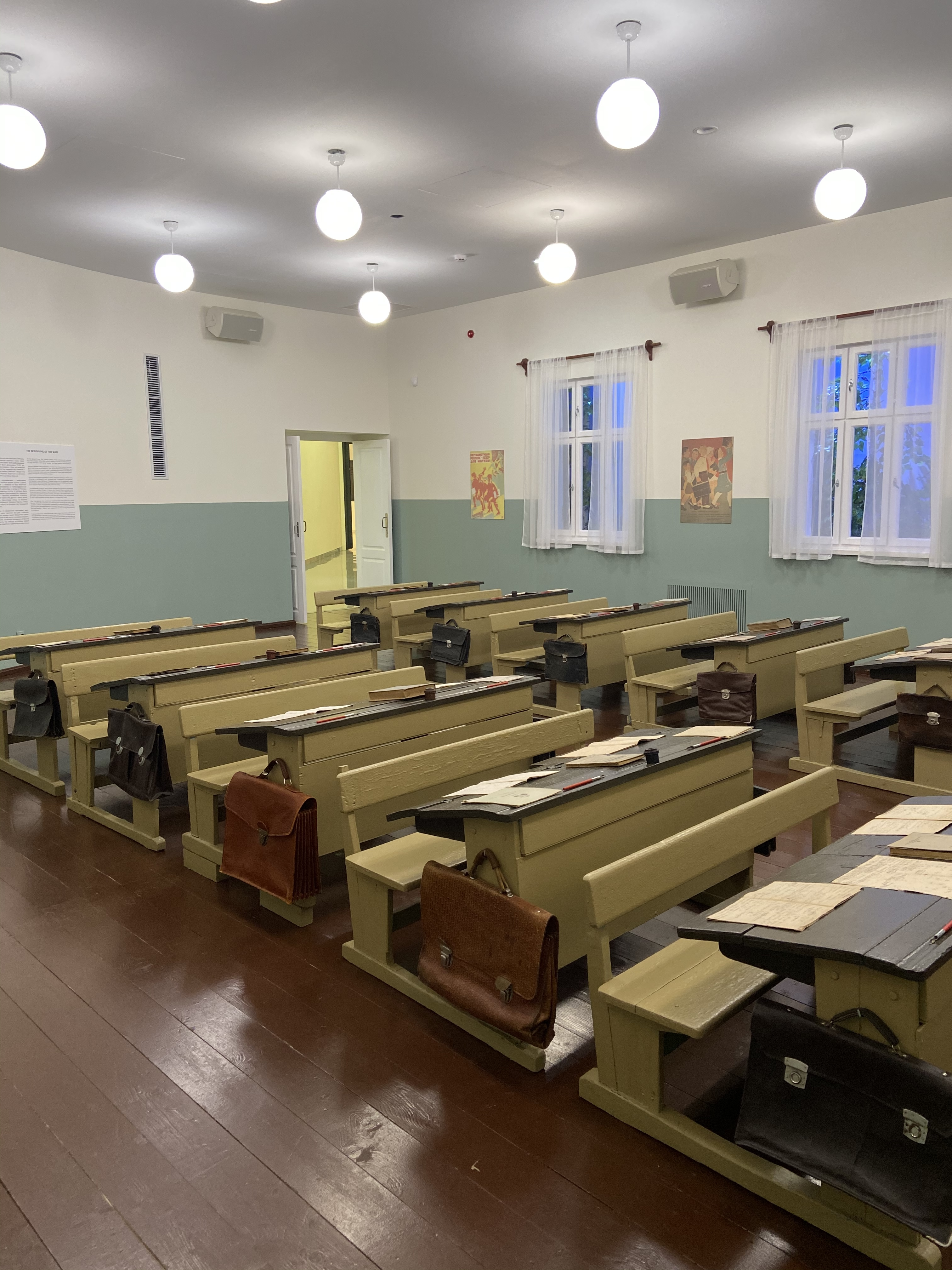
Зал «Учебный зал»

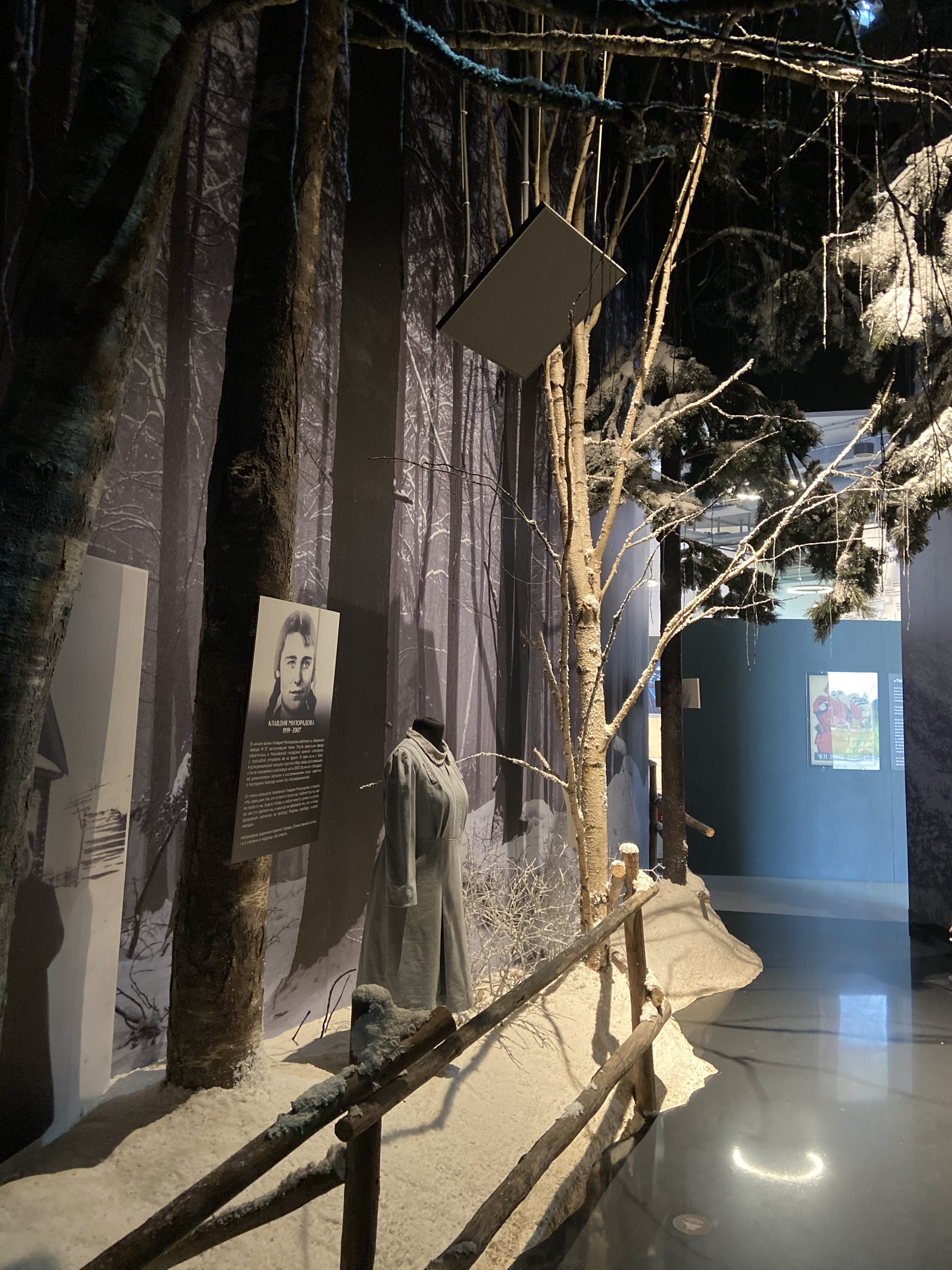

Экспозиция располагается в восьми залах, каждый отражает определённый этап в жизни Зои Космодемьянской и страны: от предвоенного десятилетия до периода послевоенной пропаганды образа Зои как примера героизма советского человека.

Переходы между залами осуществляются по коридорам, где открывается панорама мест, где происходили трагические события в жизни Зои. 
«Это одна из наших ключевых задумок. Между залами посетители могут посмотреть в панорамные окна и увидеть дом, где её пытали, место казни. Кроме того, в этих пространствах человек может отдохнуть от навалившейся на него информации и попытаться её осмыслить — Андрей Адамович.». 
Первый зал называется «Страна молодых», он рассказывает, как жила в то время молодёжь, чем интересовалась, о чём мечтала накануне войны.
Следующий зал — «Учебный класс». Зал представляет собой тотальную инсталляцию учебного класса московской школы 1930-х годов.
Третий зал посвящён подвигу Зои. Авторы проекта стремились сделать так, чтобы у посетителей было полное ощущение, что они оказались в деревне Петрищево 1941 года. На видеоинсталляции на пороге появляется замёрзший немецкий солдат с автоматом.
Перейдя в четвёртый зал — один из центральных, — посетители будут двигаться внутри окопа, пока не попадут в землянку. Экспозиция целиком посвящена контрнаступлению, битве под Москвой — это первый и самый важный переломный момент Великой Отечественной войны. Зал оснащён новейшими мульмедийными технология, разработанными командой Яна Визинберга.
В одном из залов расположена «Стена героев» с именами тех, кто из их числа получил звание Героя Советского Союза.
«Зал Памяти», тут собрана огромная видеотека об участниках ВОВ.

## Дом Василия и Прасковьи Кулик

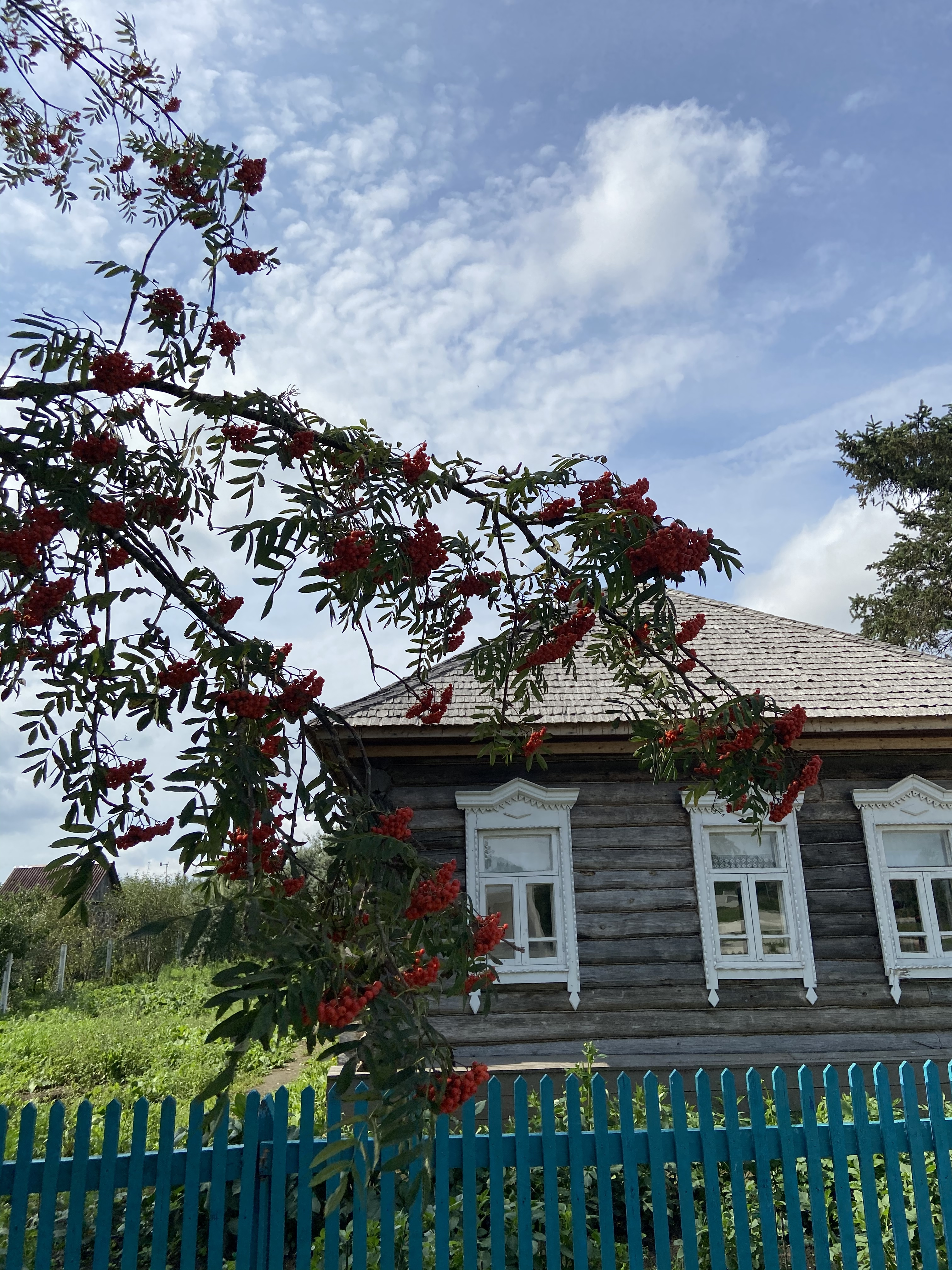
Дом Василия и Прасковьи Кулик

С 1975 года филиалом музея является Дом Василия и Прасковьи Кулик, где Зоя Космодемьянская провела свою последнюю ночь.

Перед домом установлена памятная плита на постаменте с профильным изображением З. Космодемьянской и словами: 
«В этом доме фашисты зверски пытали накануне казни комсомолку-партизанку Зою Космодемьянскую. Отсюда юная героиня ушла на смерть и в бессмертие».
В 2016 году дом семьи Кулик был отреставрирован Российским военно-историческим обществом. Здесь сохранилась мебель и предметы утвари. В избе представлена скамья, на которой Зоя провела последние часы своей жизни.

## Инфраструктура

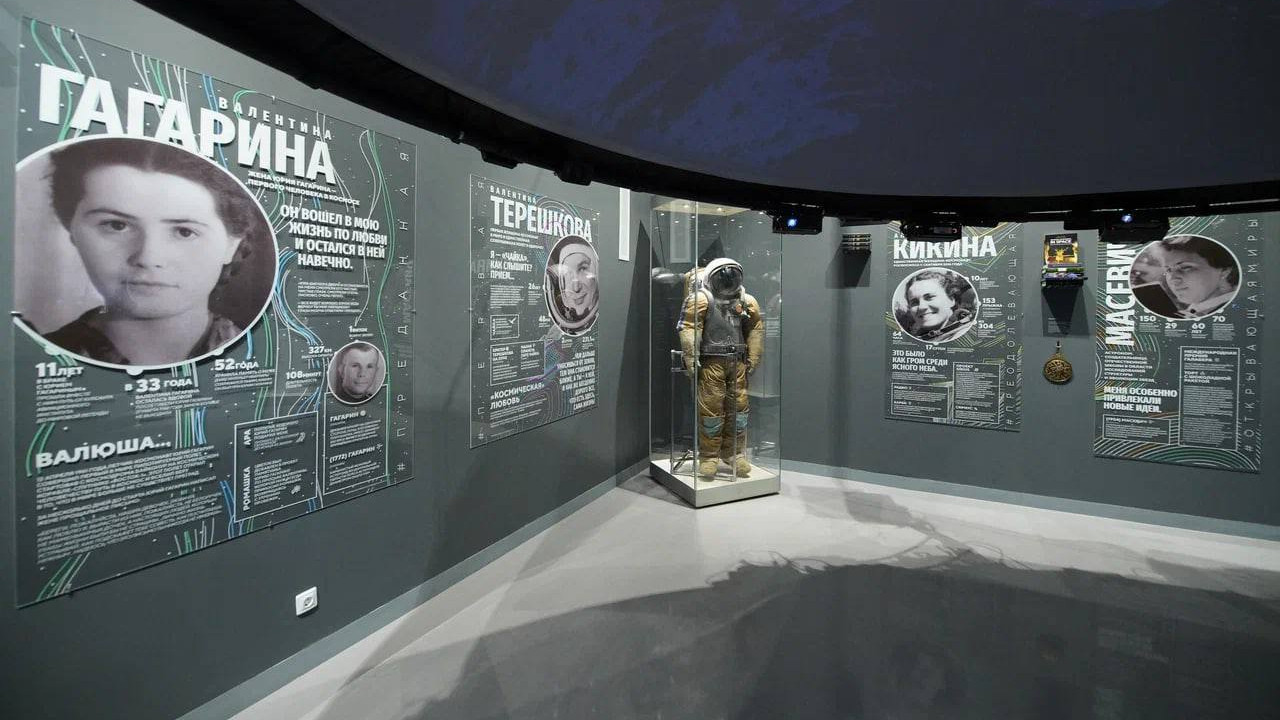
Интерактивный проект «Она и космос» в музейном комплексе «Зоя»

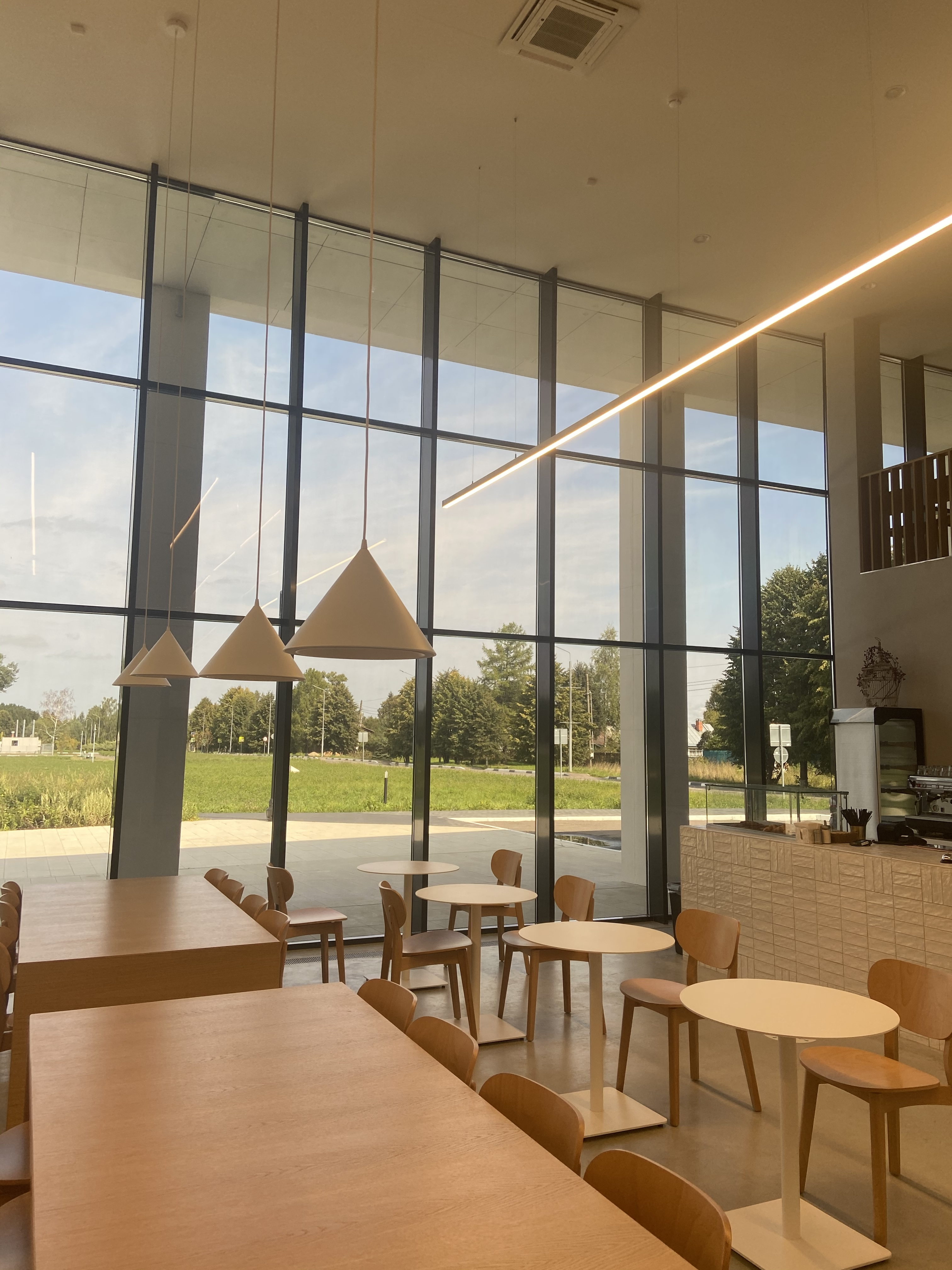
Кафе

Музейный комплекс оборудован парковкой.
В музее есть кафе.
В музейном комплексе дополнительно созданы 50 рабочих мест.